# Elvis Martinez
Elvis Martínez alias El Camarón (né le 5 janvier 1976) est un chanteur, auteur-compositeur et guitariste dominicain. L'artiste de bachata est devenu célèbre pour des tubes tels que "Maestra", "La Luz De Mis Ojos", "Asi Te Amo", "Yo Te Voy Amar", "Laudano", "Directo al Corazon", "El Profesor", "Aventura", entre autres.

## Carrière musicale
Elvis Martínez nait en 1976 à San Francisco de Macorís, en République dominicaine. Il déménage à New York au début des années 1990. Il y rencontre Lenny Santos, l'un des membres du futur groupe Aventura, l'un des plus grands groupes de bachata de tous les temps. Santos apprend à Elvis Martínez à jouer de la guitare.
Au milieu des années 90, Elvis Martínez signe avec le label Premium Latin Music et sort son premier album solo "Todo Se Paga" en 1998. L'album est produit par Lenny Santos (en). L'album connait un succès populaire et remporte un ACE Award dans la catégorie "Revelación del Año" (décerné par La Asociación de Cronistas de Espectáculos de Nueva York). 
Il sort son deuxième album studio « Directo Al Corazon » en 1999, également produit par Lenny,. Cet album reçoit lui aussi un certain succès commercial, et Elvis Martinez produit alors trois albums supplémentaires sur Premium Latin Music - Tres Palabras (2002), Así Te Amo (2003) et Descontrolado (2004). "Así Te Amo" remporte le prix Casandra en 2004 pour la meilleure chanson de l'année. Martínez est nommé pour le prix Premio Lo Nuestro en 2004 du meilleur artiste tropical traditionnel.
Il quitte ensuite Premium Latin Music (qui a par conséquent sorti l'album des plus grands succès La Historia de Elvis Martínez en 2005) et rejoint Univision Records pour Yo Soy Más Grande Que Él (2005). Son album le plus vendu à ce jour, Yo Soy Más Grande Que Él, présentait les singles à succès "Tu Traición" et "Yo No Nací Para Amar". Le partenariat avec Univision est cependant de courte durée, car Martínez change à nouveau de label, passant chez Universal Music Group pour La Luz de Mis Ojos (2007), qui donne naissance au single à succès « Lento y Suave ». Il retourne ensuite sur son premier label Premium Latin et sort "Esperanza" en 2012.
Elvis Martínez participe à la chanson Millonario (en) sur l'album Utopia (en) de Romeo Santos (2019). La chanson est produite par Lenny Santos. En 2021, il collabore avec Prince Royce pour la chanson Veterana (en).

## Discographie

### Albums studio
- - Todo Se Paga (1998)
  - Directo Al Corazón (1999)
  - Tres Palabras (2000)
  - Así Te Amo (2003)
  - Descontrolado (2004)
  - Yo Soy Más Grande Que Él (2005)
  - La Luz De Mis Ojos (2007)
  - Esperanza (2012)
  - Yo Vivo Por Ti (2019)
  - Mi Muchachita (2022)

### Albums live
- Bachata En Vivo, Vol. 1 (2022)
- Bachata En Vivo, Vol. 2 (2023)
- Bachata En Vivo, Vol. 3 (2024)

### Compilations
- Toda Una Aventura (avec Aventura) (2001)
- La Historia de Elvis Martínez (2005)
- Grandes Exítos (avec Aventura) (2006)